# Diplocentrus franckei
Espèce
Diplocentrus franckei est une espèce de scorpions de la famille des Diplocentridae.

## Distribution
Cette espèce est endémique de l'État d'Oaxaca au Mexique. Elle se rencontre vers San Melchor Betaza, San Andrés Zoolaga, San Juan Tabaá et San Juan Yaeé.

## Description
Le mâle holotype mesure 57,8 mm et la femelle paratype 57,2 mm.

## Étymologie
Cette espèce est nommée en l'honneur d'Oscar Federico Francke Ballvé.

## Publication originale
- Santibáñez-López, 2014 : A new species of the genus Diplocentrus Peters, 1861 (Scorpiones, Diplocentridae) from Oaxaca, Mexico. ZooKeys, no 412, p. 103-116 (texte intégral).